# Bòrda deth To
La Bòrda deth To és un monument del municipi de Canejan (Val d'Aran) inclòs en l'Inventari del Patrimoni Arquitectònic de Catalunya.

## Descripció
La borda deth Tò pertany a les anomanades de tipus "CUR" i resulta molt característica. Segueix els paràmetres habituals de les bordes de "tet de palha" que aprofiten un esglaó del vessant per a integrar sengles estables en la planta baixa i el paller en el tercer nivell, amb entrades diferenciades, les dues primeres a peu pla i la tercera, però, en aquest cas més elevada. L'obra de paredat amb cantonades travades, suporta una "charpanta" coberta amb garbes de palla que en el vèrtex foren reforçades amb dues files "d'estartèrs" per banda. La façana principal s'orienta a ponent, paral·lela a la "capièra" i presenta entre les dues portes (1,70 x 1,50m; 1,60 x 0,80m) un annex sobresortint (2x1x1,80m) que crea un petit espai diferenciat. Les finestres, també de fusta, s'obren a les bandes menys exposades: dues vers migdia (0,80 x 0,50m; 0,40 x 0,40m) i una vers llevant (0,80 x 0,50m). Els "penàlers" sota l'aixopluc de les pales de la teulada clouen amb taulons de fusta, de manera que en la banda nord es desclou la porta que dona accés al paller, de dues fulles, la qual necessita escala.